# 非スターリン化
非スターリン化（ひスターリンか）とは、ヨシフ・スターリン没後のソビエト連邦およびソ連共産党における、スターリン時代の内外政策、政治体制、国際共産主義運動方針の転換や軌道修正の動き、およびその結果ソ連社会の各方面にもたらされた変化の総称。後者と外交面での緊張緩和を指して「雪どけ」ともいう。
より広義には、上記のソ連での動向に影響を受けた他の社会主義諸国における体制批判や政策転換の動き、さらには世界各国の共産党、共産主義・社会主義運動、労働運動その他社会運動、思想・芸術に与えた影響をも含む。

## 「スターリン批判」～フルシチョフの失脚まで
非スターリン化にともなって改名された都市名、通り・広場の名称等
ソ連
- スターリングラード→ヴォルゴグラード
- スターリノ→ドネツク（現ウクライナ・ドネツィク）
- スターリナバード（ドゥシャンベ、現タジキスタン）→旧名に戻す
- スターリンスク→ノヴォクズネツク
- スターリン峰→コミュニズム峰（現タジキスタン・イスモイル・ソモニ峰）

ブルガリア
- スターリン（ヴァルナ）→旧名に戻す

東ドイツ
- スターリン通り（ベルリン）→カール・マルクス通り

ハンガリー
- スターリンヴァーローシュ　→ドゥナウーイヴァーロシュ